# Ariocarpus trigonus
Ariocarpus trigonus är en kaktusväxtart som först beskrevs av Frédéric Albert Constantin Weber, och fick sitt nu gällande namn av Karl Moritz Schumann. Ariocarpus trigonus ingår i släktet Ariocarpus och familjen kaktusväxter. Inga underarter finns listade i Catalogue of Life.

## Bildgalleri

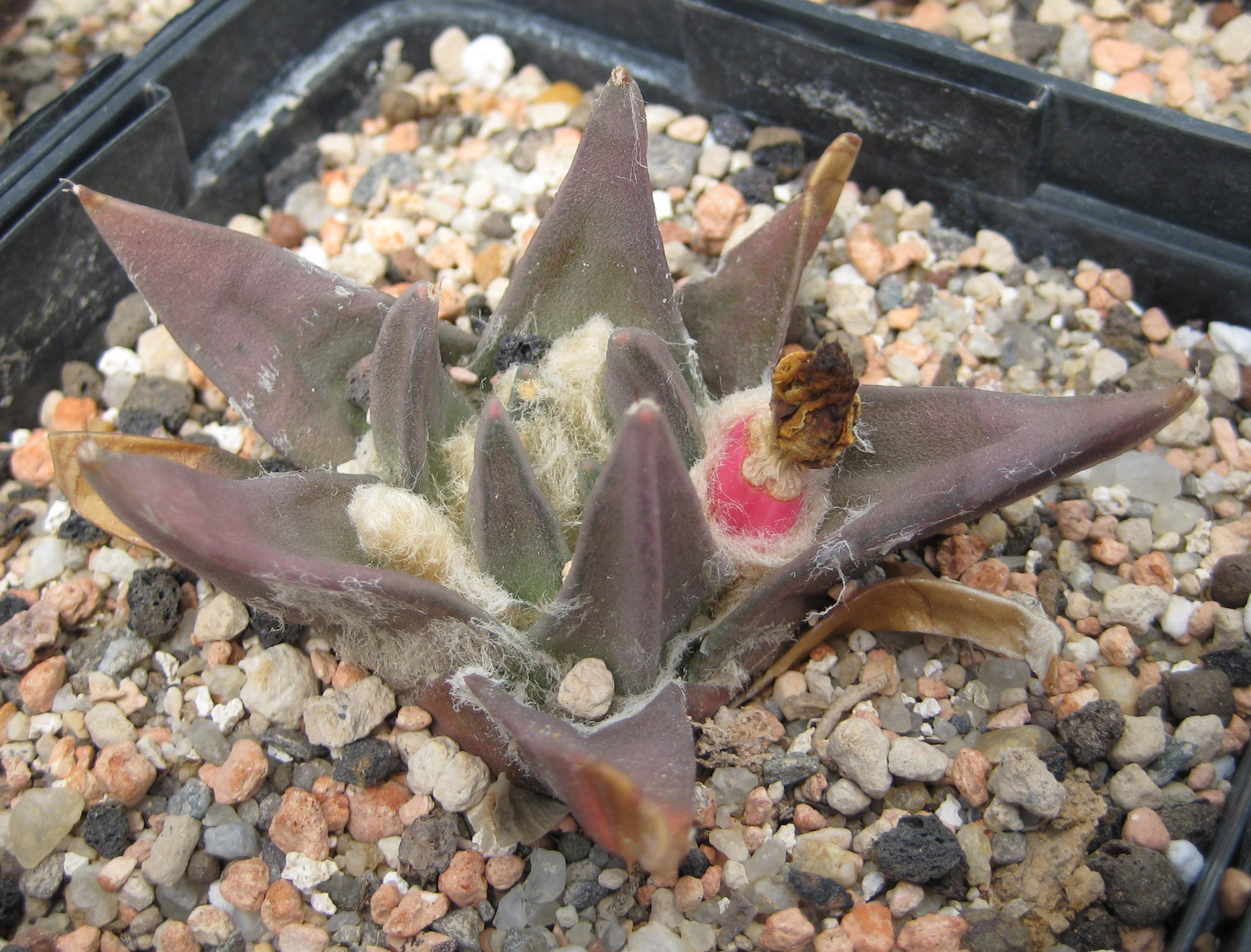